# Furcifer
A Furcifer a hüllők (Reptilia) osztályának pikkelyes hüllők (Squamata) rendjébe, ezen belül a kaméleonfélék (Chamaeleonidae) családjába tartozó nem.

## Előfordulásuk
A Furcifer-fajok többsége Madagaszkár endemikus kaméleonjai. A füles kaméleon (Furcifer cephalolepis) és a Furcifer polleni a Comore-szigeteken endemikusak. Egyéb fajokat az Indiai-óceán egyes szigeteire és a kontinentális Afrikába telepítettek be.

## Rendszerezés
A nembe az alábbi 24 faj tartozik:
- Furcifer angeli (Brygoo & Domergue, 1968)
- Furcifer antimena (Grandidier, 1872)
- Furcifer balteatus (Duméril & Bibron, 1851)
- Furcifer belalandaensis (Brygoo & Domergue, 1970)
- Furcifer bifidus (Brongniart, 1900)
- Furcifer campani (Grandidier, 1872)
- füles kaméleon (Furcifer cephalolepis) (Günther, 1880)
- lengedező kaméleon (Furcifer labordi) (Grandidier, 1872)
- szőnyeg kaméleon (Furcifer lateralis) (Gray, 1831)
- Furcifer major (Brygoo, 1971)
- kicsi kaméleon (Furcifer minor) (Günther, 1879)
- Furcifer monoceras (Boettger, 1913) - korábban azonosnak tartották a F. rhinoceratus-szal[3]
- Furcifer nicosiai Jesu, Mattioli & Schimmenti, 1999
- óriás kaméleon (Furcifer oustaleti) (Mocquard, 1894)
- párduckaméleon (Furcifer pardalis) (Cuvier, 1829)
- Furcifer petteri (Brygoo & Domergue, 1966)
- Furcifer polleni (W. Peters, 1874)
- Furcifer rhinoceratus (Gray, 1845)
- Furcifer timoni Glaw, Köhler & Vences, 2009[2]
- Furcifer tuzetae (Brygoo, Bourgat & Domergue, 1972)
- Furcifer verrucosus (Cuvier, 1829)
- Furcifer viridis Florio et al., 2012
- Furcifer voeltzkowi (Boettger, 1893)
- Furcifer willsii (Günther, 1890)

## Fordítás
- Ez a szócikk részben vagy egészben  a   Furcifer című angol Wikipédia-szócikk ezen változatának fordításán alapul.  Az eredeti cikk szerkesztőit annak laptörténete sorolja fel. Ez a jelzés csupán a megfogalmazás eredetét és a szerzői jogokat jelzi, nem szolgál a cikkben szereplő információk forrásmegjelöléseként.